# Esplugafreda
El poble d'Esplugafreda és un poble de l'antic terme de Sapeira, agregat el 1970 al terme municipal de Tremp. Administrativament, forma part de la comarca del Pallars Jussà, però geogràficament pertany a l'Alta Ribagorça, com tot el conjunt de la Terreta.
Entre 1812, a ran de l'aplicació de la Constitució de Cadis, i febrer del 1847, Esplugafreda, amb el nom oficialment separat: Espluga Freda, formà ajuntament, que desaparegué en fixar-se que el nombre de veïns (caps de família) havia de sobrepassar els 30, per mantenir la independència municipal. En aquell moment s'uní a Sapeira.

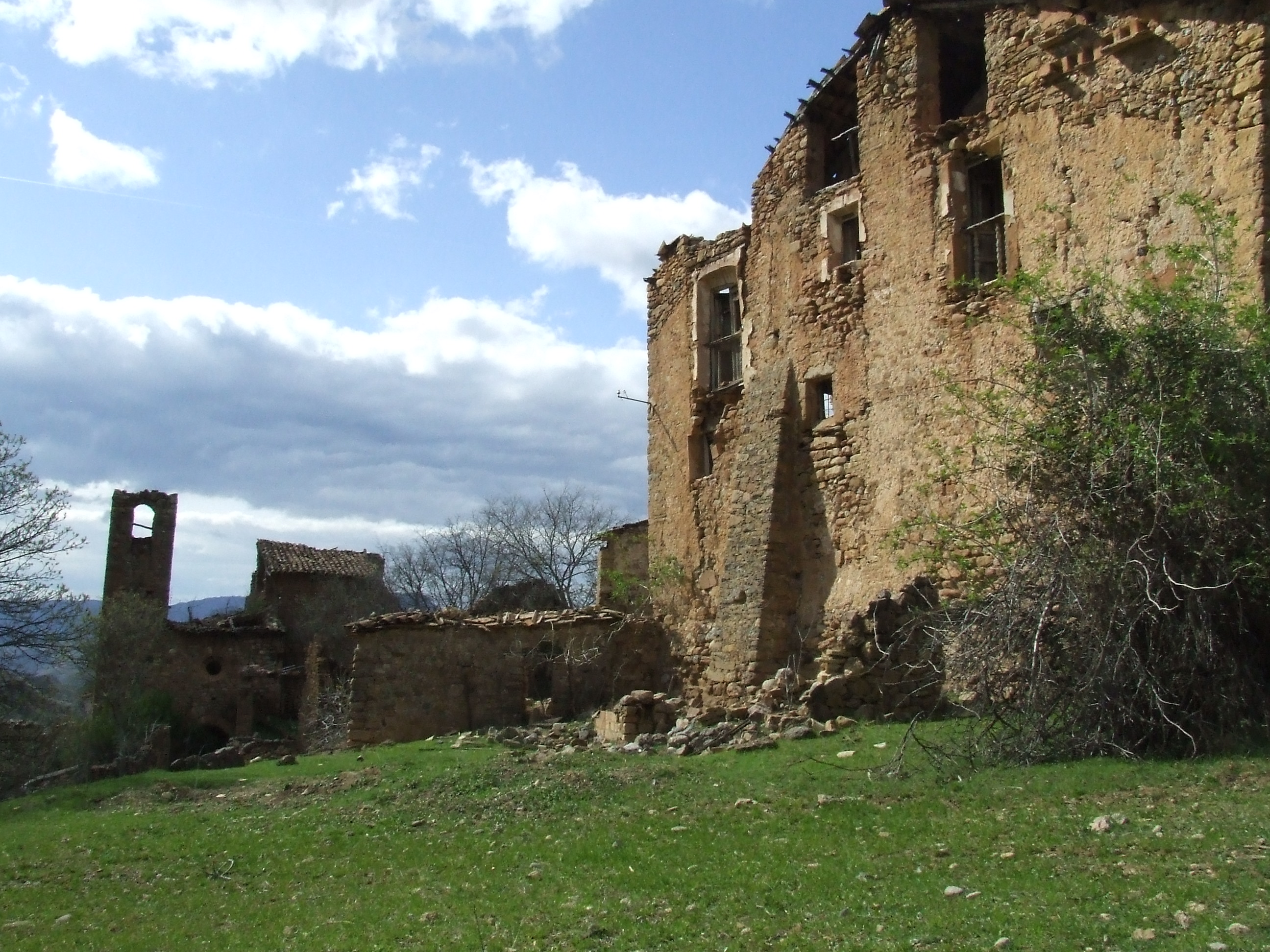
El lamentable estat en què es troba el poble

Està situat al nord-oest de Tremp, a prop i a migdia del seu antic cap de municipi, el poble de Sapeira. És als vessants de ponent de la Serra del Codó, quasi davant per davant de Sapeira, a l'altre costat de la vall del barranc d'Esplugafreda.
L'accés a Esplugafreda pot ser per dos llocs: una pista rural en bon estat, però sense asfaltar, que surt cap a ponent de la carretera local de Talarn a Gurp a l'indret de les Bordes de Seix, s'enfila cap a Montibarri i la Serra Mitjana, després passa la Serra de Gurp i davalla pel costat de la Noguera Ribagorçana cap a Esplugafreda, el Pont d'Orrit i Areny de Noguera. La mateixa pista es pot fer a l'inrevés. És més planer des del Pont d'Orrit, perquè el poble queda al fons de la vall, però el trajecte és més llarg, ja que cal anar des de Tremp al Pont de Montanyana per la carretera C-1311, i del Pont de Montanyana cap a Areny de Noguera i el Pont d'Orrit per l'A-14.
Esplugafreda té església parroquial, dedicada a sant Esteve, que presideix un petit conjunt d'edificacions de pedra, actualment la major part en ruïnes, com moltes altres de les cases que formaven el poble. Aquesta església, de la qual es tenen notícies anteriors a l'any 1000, actualment conserva només algunes filades de pedres del temple primitiu, romànic.
A part d'aquesta església, al sud-oest del poble, a una distància d'uns 2 quilòmetres en línia recta, hi ha l'església romànica de Sant Cosme d'Espills, o d'Esplugafreda, situada en el vessant de migdia de la muntanya de Sant Cosme, enmig del cingle del mateix nom, sota mateix del Pla de les Comes.

## Etimologia

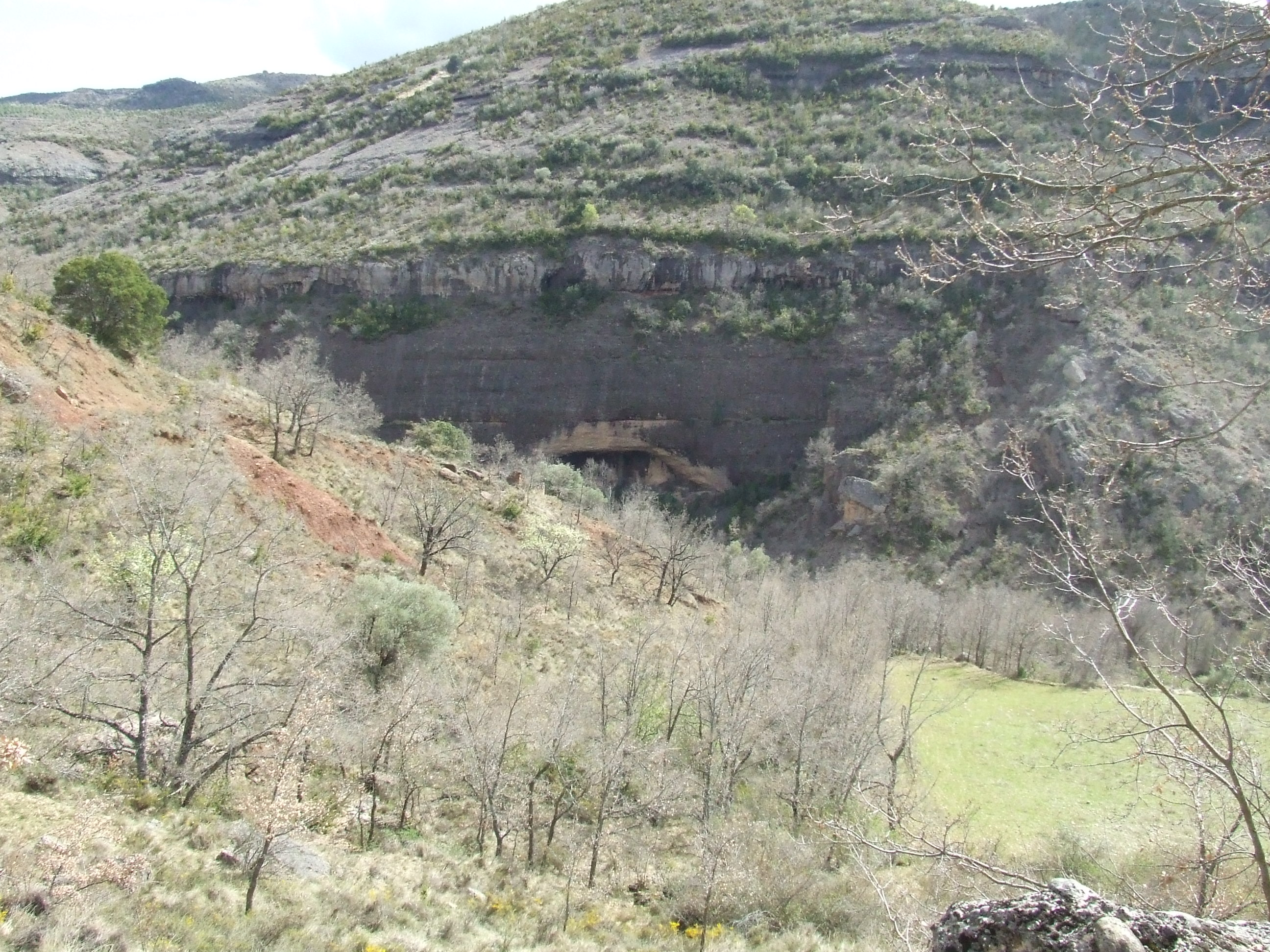
La Cova d'Urso, que dona nom al poble

Després de barallar fins a tres opcions prou diferents, i de reflexionar-hi àmpliament, Joan Coromines es decanta per l'origen en spelunca fracta (balma trencada).
La presència d'una balma ensorrada prop d'Esplugafreda, la Cova d'Urso, així com d'altres topònims on fracta dona freta o freda acabà de decantar l'eminent filòleg per damunt d'altres consideracions, com que fos una balma freda.

## Història
Esplugafreda ja apareix citat el 917. Figura entre els dominis de la baronia d'Erill al segle xvii, i s'hi mantingué fins a l'extinció dels senyorius, el 1831.
Apareix en el Fogatge del 1553; hi consten 5 focs (uns 25 habitants).
En un cens del 1831, consten a Esplugafreda 19 habitants. El lloc era de Pérez d'Àger. Pascual Madoz en parla en el seu Diccionario geográfico... del 1845. S'hi explica que està situat en el vessant d'una muntanya, envoltat per tot arreu, menys a llevant, per altes muntanyes. Té, tanmateix, bona ventilació, i el clima és saludable, malgrat que és fred. Hi ha 5 cases que constitueixen un nucli, amb alguns pallers, i 2 masies més a llevant, a una certa distància. El terreny del terme és pedregós, aspre, trencat i de mala qualitat, en general. És molt muntanyós, i la zona plana és poc productiva. S'hi conreen uns 90 o 100 jornals, i cal rompre zones de matoll, cremant-les, per obtenir camps per llaurar. No hi ha boscos, i els veïns d'Esplugafreda fan llenya amb els matolls que omplen el terme. S'hi produeix blat, sègol, ordi, patates, poc vi i oli. Hi ha ovelles i cabres, i alguns bous per a llaurar. També hi ha cacera, de llebres, conills i perdius. La població està formada per 4 veïns (caps de família) i 24 ànimes (habitants).
Vers 1900, s'hi citen 13 edificis, amb 38 habitants. El 1960 ja només tenia 17 habitants, que es van anar reduint fins a arribar a un sol habitant el 2006.